# ژوائو فریرا
ژوائو فریرا (انگلیسی: João Ferreira؛ زادهٔ ۲۲ مارس ۲۰۰۱) بازیکن فوتبال اهل پرتغال است.
از باشگاه‌هایی که در آن بازی کرده‌است می‌توان به باشگاه فوتبال بنفیکا اشاره کرد.
وی همچنین در تیم‌های ملی فوتبال زیر ۱۶ سال پرتغال، زیر ۱۷ سال پرتغال، زیر ۱۸ سال پرتغال و زیر ۱۹ سال پرتغال بازی کرده‌است.